# Izvestiia Akademii Nauk Tadzhikskoi SSR : Otdelenie Biologicheskikh Nauk
Izvestiia Akademii Nauk Tadzhikskoi SSR : Otdelenie Biologicheskikh Nauk (abreviado Izv. Akad. Nauk Tadzhiksk. S.S.R., Otd. Biol. Nauk) es una revista con ilustraciones y descripciones botánicas que es editada en Dusambé desde el año 1959 hasta ahora. Fue precedida por Izv. Tadzhiksk. Fil. Akad. Nauk S.S.S.R.